# Світлиця (річка)
Світлиця — річка в Україні, права притока Тні (басейн Дніпра). протікає на півдні Пулинського району. 
Довжина 13 км. Середня ширина річища 2—3 м, у пониззі — 4—5 м.